# 九型人格

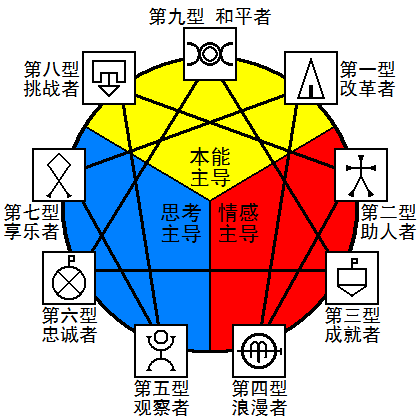
九型性格的基本架構

九型人格學（英語：Enneagram）是一個關於人類個性的模型，一般把其理解為一套把人類劃分為九種相互關聯的（非心理学的）人格的類型學，九角星的每一点在九型人格學中代表每一种人格。其被認為類型之間的存有一些不同的連接。
对于九型人格的具体研究中心理统计与计量学分析非常有限，其领域同行评审研究尚未在相关心理学学术团体中广泛接受和承认，其理论无法被证伪，不具有科学性，被认为并非是真正的人格与心理科学，而更多的被心理学界认为是伪科学。
在商業環境中，九型人格學通常用作分类及深入了解每位員工的性格及大体的工作环境；在靈性上，它更常作為一種通往更高的存在、精神和啟蒙狀態的途徑 ，它被描述為一種自我理解和自我發展的方法。通過研討會、會議、書籍、雜誌和DVD的推广，九型人格學在商業管理和精神語境中都得到广泛的應用。
雖然九型人格學的想法和理論之歷史存有很大的爭議空間，但當代的理論主要來自智利的心理學家奧斯卡·伊茲查洛和克勞帝歐·那朗荷。那朗荷的理論部分是受到葛吉夫這位導師的影響。九型人格學的導師亦因思想不同，而令他們理論上的一些意念並不總是一致。

## 起源與演變

### 九型圖
關於「九型圖（英語：Enneagram）」起源，有幾種說法：

基本的九型圖

- 一種是說，在公元前二千五百多年可能已經有九型圖。在两河流域地区，一些部落的長老用這套學說教化族民，讓他們能和諧相處。
- 另一種說法是，在古希臘哲學家毕达哥拉斯的私人筆記本中，有一張獨立存在的手繪草圖，可能因為文化遷徙的因素，該圖輾轉流傳到中東。

1920年左右，葛吉夫將「九型圖」由中東帶回歐洲，並以蘇非主義等古老傳統加以闡釋。

### 性格形態學
九型人格（英語：Enneagram of Personality）的性格理論，與艾瑞卡學院發展的性格形態學說有關。
1950年代，玻利維亞人奧斯卡·伊茲查洛曾至阿富汗旅行。後來在智利的艾瑞卡市，創辦艾瑞卡學院。美國的艾瑞卡學院也在1970年成立。
1970年代，精神病学醫師克勞帝歐·那朗荷在美國北加州大學教授九型人格的模式理論。
1970年代的心理學家、諮詢師、醫師或學者，對於九型人格資料的研究方向，多是探討人格的病態心理與反應。例如，史丹佛大學的大衛·丹尼爾（David N. Danniels M.D）教授、芝加哥羅耀拉大學的傑羅姆·華格納博士（Jerome P. Wagner, Ph.D.）。
隨著正面心理學的發展，在1980年代與1990年代發表的九型人格論述當中，如唐·理索提出了有關性格健康程度的理論。

## 人格分類
- 第一型人格 —— 理想崇高者、完美主义者（The Reformer）：完美者、改進型、捍衛原則型、秩序大使、正確主義型。
- 第二型人格 —— 古道熱腸者、熱心助人者（The Helper）：成就他人者、助人型、博愛型、愛心大使、服務型。
- 第三型人格 —— 成就追求者、成就至上者（The Achiever）：角色主義型、實踐型、實幹型。
- 第四型人格 —— 個人風格者、浪漫悲憫者、藝術型（The Individualist）：浪漫者、藝術型、自我型、多感型。
- 第五型人格 —— 博學多聞者、格物致知型（The Investigator）：觀察者、思考型、理智型。
- 第六型人格 —— 謹慎忠誠者（The Loyalist）：尋求安全者、謹慎型、忠誠懷疑者。
- 第七型人格 —— 勇於嘗新者、享乐主義者（The Enthusiast）：創造可能者、活躍型、享樂型。
- 第八型人格 —— 力量的強者（The Challenger）：挑戰者、權威型、力量型、指揮型。
- 第九型人格 —— 嚮往和平者、和平主义者（The Peacemaker）：和諧忘我者、和諧型、平淡型。

## 延伸

### 側翼理論
在本身的號碼相鄰的就是側翼，絕大部份人只會偏向一種鄰近側翼的性格特徵。同一個型，但不同的側翼，兩者核心價值一樣，但性格、待人接物的態度上有很大的差別。
例如，2號會有3號或1號的側翼（記作2w3或2w1），一定不會有其他（如2w5）。
按此理論，性格即可分成18個類型：2w1、2w3、3w2、3w4、4w3、4w5、5w4、5w6、6w5、6w7、7w6、7w8、8w7、8w9、9w8、9w1、1w9、1w2。
但有人認為側翼只不過由副型(sub-type) 演變而成。

### 副型
副型又稱子類型。每種人格類型都有三個副型。副型主要是以生物三個基本慾望區分，分為「追求生存」（Survival）、「社會輔助」（Social）和「後代繁衍」（Sexual）。
副型的成因可以在弗洛伊德的性心理發展中的3個「我」解釋得到，而3個個我包括「本我」、「自我」及「超我」。
「正6」及「反6」6號的兩個型態都能在副型中解釋得到。

### 九型人格的健康階梯理论及其升华与恶化理论

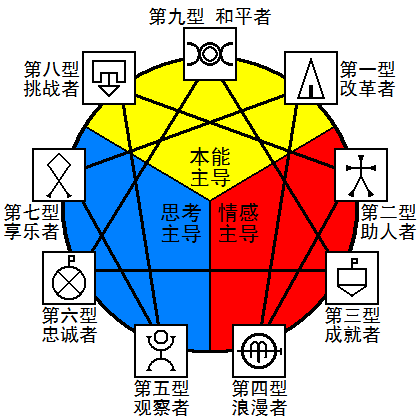
九型性格图

九型人格除了性格的九種形態外，還有人格的健康狀況，總共有9級。健康的階梯有第1、2和3級，一般的有第4、5和6級，不健康的有第7、8和9級。最健康的是第1級，最差的是第9級。
人格最健康的時候，隨時有人格整合的可能，例如第9型的出現了第3型的特徵，由原本的內向保守，變得充滿活力，基本慾望得到滿足，基本恐懼隱藏。健康的人格令人活出真我，心理平衡、充分發揮自己的潛能和能對社會作出貢獻。
一般的時候基本慾望和基本恐懼浮現，由自我取代了真我，自我過分膨脹，自我防衛機制出現，心理變得不平衡，容易與人發生衝突，為了滿足基本慾望，可以不惜一切傷害人，也很容易屈服在社會的陰影下，人格的優點未能充分發揮。不健康的人格，可說是一種病態，自我防衛機制失靈，可以導致人格陷落，如第五型人出現了第七型的缺點如失控、信口開河和生活奢侈等。嚴重的會導致精神病，甚至自毀。
當人格於極健康和不健康的時候，是有整合和陷落的現象，這會導致錯誤地判斷人的基本人格，尤其是極健康的時候。
两个独立的升华、恶化方向圈：
第一条：1 → 7 → 5 → 8 → 2 → 4 → 1
第二条：3 → 6 → 9 → 3
顺向为人格升华方向，逆向为人格恶化方向。
例如一个2号心理健康时，便会同时出现4号的心理健康特征；若一个2号心理不健康时，便会出现8号的心理不健康特征，如此类推。第二条内也如此类推。
人格升华的整合方向及其素质获得的提升表现：
1 → 7：放下拘谨，宽容乐观，敢于嘗试，获得“开朗”；
7 → 5：减少冲动，处事冷静，深入思考，获得“理智”；
5 → 8：坚强勇敢，果断自信，言出必行，获得“威信”；
8 → 2：热情友善，乐于助人，心胸开放，获得“纯真”；
2 → 4：坚持心愿，自我享受，爱人爱己，获得“谦卑”；
4 → 1：安分守己，是非分明，客观冷静，获得“平衡”；
3 → 6：尽责细心，三思后行，忠心耿耿，获得“忠诚”；
6 → 9：随遇而安，放下焦虑，信服别人，获得“信任”；
9 → 3：目标明确，勤快积极，自我挑战，获得“果断”。

### 九型人格三種能量中心的分类

#### 思考主導（Thinking Centre）
以思想為原驅力，以腦為中心（Head Center）
- 第五型人格（博學多聞者）：愛知識
- 第六型人格（忠誠懷疑者）：愛懷疑
- 第七型人格（幻想嘗新者）：愛享樂

#### 感情主導（Feeling Centre）
以感情為原驅力。以心為中心（heart center）
- 第二型人格（古道熱腸者）：愛給予
- 第三型人格（角色任務者）：愛成就
- 第四型人格（個人風格者）：愛獨特

#### 行動主導（Action Centre）
以行動經驗為原驅力。以腹為中心（gut center 或稱為 body center）
- 第八型人格（力量追求者）：愛力量
- 第九型人格（和平忘我者）：愛無我
- 第一型人格（標準求正者）：愛標準[7]

## 書籍
- 《九型人格學》 作者：胡挹芬
- 《我的第一本圖解九型人格》 作者：陳思宏
- 《九型人格讀心術》 作者：杜怡青
- 《改變你一生的九型人格》 作者：胡挹芬
- 《九型人格全接觸》 作者：林煒舜
- 《人盡其才──九型人格與管理》 作者：孫天倫
- 《九型人格全書》 作者：胡挹芬
- 《九型人格的成長練習》 作者：伊恩·摩根·克隆、蘇珊·史塔比爾 譯者：羅吉希、汪瑩瑩